# Doom (film)
Doom je filmová adaptace populární počítačové hry Doom z roku 2005, kterou natočil režisér Andrzej Bartkowiak. Děj nesleduje zápletku původní hry (vydané již v roce 1993). Žánrem se jedná o thriller s postupným budováním napětí; vizuálně se topí v temných zákoutí sci-fi prostředí, do kterého je děj umístěn.

## Děj
Na odlehlé výzkumné stanici na Marsu se stalo něco podivného – spojení se stanicí bylo přerušeno. Nastává karanténní opatření 5. stupně. Na stanici byla vyslána speciální vojenská jednotka, vedená pod Sargem, která má zjistit, co se stalo a napravit situaci. Postupně na vlastní kůži zjišťují, že v důsledku experimentu s lidskou DNA, který byl iniciován tamním archeologickým výzkumem (našli kostry původních obyvatelů, kteří byli vyspělými lidmi a přidali si do své DNA 24. chromozom) ve stanici jeden pokusný lidský objekt utekl a vědce přeměnil na sobě podobné super silné zrůdy. Boj o život začíná.

## Obsazení
| Karl Urban                | John Grimm /Reaper       |
| Dwayne "The Rock" Johnson | Asher Mahonin /Sarge     |
| Rosamund Pike             | Samantha Grimmová        |
| Robert Russel             | dr. Carmack              |
| Dhobi Oparei              | Roark Gannon /Drtič      |
| Ben Daniels               | Eric Phantom /Kozel      |
| Razaaq Adoti              | Gregory Schofield /Duke  |
| Richard Brake             | Dean Portman             |
| Al Weaver                 | Mark Dantalian /Mladej   |
| Dexter Fletcher           | Pinky                    |
| Brian Steele              | Hell Knight              |
| Yao Chin                  | Katsuhiko Katahashi /Mac |
| Daniel York               | poručík Huengs           |
| Ian Hughes                | Sanford Crosby           |
| Sara Houghton             | dr. Jenna Willitsová     |
| Blanka Jarošová           | dr. Hillary Tallmanová   |
| Vladislav Dyntera         | dr. Steve Willits        |
| Petr Hnetkovský           | dr. Olsen                |
| Jaroslav Pšenička         | dr. Thurman              |
| Marek Motlíček            | dr. Clay                 |